# کهن (فیلم ۲۰۱۰)
کهن (انگلیسی: Primal) فیلمی در ژانر ترسناک به کارگردانی جاش رید است که در سال ۲۰۱۰ منتشر شد.